# La pródiga (película de 1945)
La pródiga es una película de Argentina filmada en blanco y negro, dirigida por Mario Soffici con la codirección de Leo Fleider y de Ralph Pappier, sobre el guion de Alejandro Casona, según la novela de Pedro Antonio de Alarcón. Fue filmada en el Valle de Calamuchita en 1945 pero recién se estrenó el 16 de agosto de 1984. Tuvo como actores principales a Eva Duarte, Juan José Míguez, Angelina Pagano y Ernesto Raquén, siendo la única película en la que Eva Duarte fue actriz protagónica. Fue la primera película de Alberto Closas en Argentina, en principio iba a ser dirigida por Ernesto Arancibia y protagonizada por Mecha Ortiz.
El filme se terminó de rodar en octubre de 1945 y por gestión de Juan Domingo Perón, que se casó con Eva Duarte el 22 de ese mes, la película fue sacada de circulación. Perón pidió al productor Miguel Machinandiarena que le entregara el negativo y todas las copias del filme, pero una de estas fue guardada en Montevideo, lo que permitió su exhibición en 1984.

## Sinopsis
Dueña de una gran casona situada en medio de un valle, Julia es una mujer que tras llevar una vida licenciosa decide volcar su fortuna hacia el prójimo. Por eso la llaman "la pródiga". Pero un día llega un ingeniero con otros planes para esas tierras y el destino de Julia y el valle cambian.

## Reparto
Intervinieron en este filme los siguientes intérpretes:
- Eva Duarte
- Juan José Míguez
- Angelina Pagano
- Ernesto Raquén
- Ricardo Galache
- Francisco López Silva
- Enrique San Miguel
- Malisa Zini
- Alberto Closas
- Lidia Denis
- Pura Díaz
- Arsenio Perdiguero
- Mercedes Díaz
- Manuel Alcón
- Ricardo Talesnik
- Alfredo Almanza

## Comentarios
La Vanguardia escribió:

”La belleza de una inolvidable mujer.”

Jorge Miguel Couselo en Clarín dijo:

”No puede disimularse…un rodaje premioso y una producción menguada.”

Jorge Abel Martín dijo:

”Todo el film está pensado para el lucimiento de Eva Duarte, de modestos recursos interpretativos.”